# Ходжаев, Куллук
Ходжаев, Куллук род. (5 января 1907; Туркмения, Ашхабад — 5 ноября 1970; Туркмения) — туркменский и советский актёр театра и кино. Заслуженный артист Туркменской ССР. Широко известен зрителям по фильмам «Случай в Даш-Кале», «Решающий шаг», «Дорога горящего фургона» и др.

## Биография
Родился 5 января 1907 г.р. в Туркменистане г. Ашхабад.
В 1929 г. окончил драматическую студию в Ашхабаде.
С этого же года — актер Туркменского театра драмы.
В 1935 впервые снялся в фильме.
5 ноября 1970 скончался в Туркмении.

## Фильмография
- 1974 — Когда женщина оседлает коня — эпизод
- 1971 — За рекой — граница — эпизод
- 1968 — Махтумкули — Кадыр-Сердар
- Измена:: курбаши Джабор (1967)
- Дорога горящего фургона:: Куйки-бай (1967)
- Лоле (короткометражный):: Худодод (1966)
- Решающий шаг | Aygytly ädim:: Меред (1965)
- Петух:: Довран-ага (1965)
- Двадцать шесть бакинских комиссаров:: солдат (1965)
- Шахсенем и Гариб:: есаул (1963)
- 1963 — Состязание — телохранитель
- 1963 — Случай в Даш-Кале — Гандым-Ага, председатель колхоза
- Советские патриоты:: Ширматбек (1939)
- Два брата (короткометражный) (1937)
- Я вернусь:: Нури (1935)

## Издательство
- Petr Andreevich Pavlenko. Sobranie sochineniĭ. — Gos. izd-vo khudozh. lit-ry, 1953. — 562 с.
- Petr Andreevich Pavlenko. Sobranie sochineniĭ: Povesti. Rasskazy. — Gos. Izd-vo khudozh. Lit-ry, 1953. — 596 с.
- Petr Andreevich Pavlenko. Пустыня. — Izd-vo pisateleĭ v Leningrade, 1931. — 184 с.
- Театр. — Искусство, 1972. — 802 с.
- Валентин Архипович Ковалев, В. В. Тимофеева. Советская литература и новый человек: сборник статей. — "Nauka," Leningr. otd-nie, 1967. — 400 с.
- Kulʹtura i zhiznʹ. — 1973. — 348 с.
- Sovetskiĭ ėkran: dvukhnedel'nyĭ illi͡ustrirovannyĭ zhurnal. — Soi︠u︡z rabotnikov kinematografii SSSR, 1972. — 584 с.
- Культура и жизнь: ежемесячный журнал Союза советских обществ дружбы и культурной связи с зарубежными странами. — Союз, 1973. — 676 с.